# 大红柳峡乡
大红柳峡乡，是中华人民共和国新疆维吾尔自治区哈密市巴里坤哈萨克自治县下辖的一个乡镇级行政单位。

## 地理
大红柳峡乡地处巴里坤县西部，东靠巴里坤湖，西南与萨尔乔克乡、海子沿乡为邻，西邻木垒县，东与博尔羌吉镇相连，总面积14 443平方千米，乡政府设在大红柳峡村。
地处东天山与准噶尔盆地东部的结合部，东南部山峦起伏，纵横交错，海拔1 300～2 000米，生长沙地柏及多种牧草，是较好的四季牧场。西北部较平坦，为砾质戈壁，呈半荒漠景观，生长红柳、梭梭及少量牧草和大芸等中药材，为季节性牧场。平原多分布在山地之间，呈条状，地势较平坦。北部是阿尔泰山余脉大小哈甫提克山，植被较好。境内野生动物种类繁多，有鹅喉羚、盘羊、野驴、狼、野猪等国家二、三级保护动物。
属温带大陆性冷凉干旱气候，仅分冷、暖两季，多年平均气温4℃，1月平均气温零下13.5℃，极端最低气温零下 31℃；7 月平均气温 19℃，极端最高气温 39℃。无霜期 103～130 天。年降水 100～250毫米。

## 歷史
清乾隆年间，大红柳峡有垦植的农户。1931年后为西游牧乡所属，1950年为镇西西游牧区所辖，1956年隶属萨尔乔克区，1958年划归公私合营牧场，1980年转为大红柳峡国营牧场，1984年建制为乡。

## 经济
经济以畜牧业为主，2010年，耕地面积360公顷，以种植小麦、饲用玉米、冷凉性大路蔬菜为主，其中小麦34公顷，大路蔬菜6.7公顷，马铃薯6.7公顷，青贮玉米33.3公顷，棉花80公顷。天然草场280 333公顷。2010年，牲畜存栏6.7万头只，肉类产量1 113.9吨。有机电井2眼。境内有乡村公路1条（博大公路）。驻地企业有保利和翔煤矿、同和煤矿、黑眼泉煤矿。2010年，有中小学1所，卫生院1所，村级卫生所3所。有清真寺2处。

## 人口
1978 年，大红柳峡乡国营牧场辖 3 个大队和 1 个奶牛场（昌家庄子村），有常住人口2 898人。1985年，有常住人口3 189人。2010年，有大红柳峡村、花尔刺村、小熊沟村3个村民委员会和1个自然村（昌家庄子村）。辖区户籍总人口465户2 733人，其中哈萨克族3 074人，占89.3%。

## 行政区划
大红柳峡乡下辖以下地区：
大红柳峡村、小熊沟村、花儿刺村和昌家庄子村。